# ラヤ航空
ラヤ航空（ラヤこうくう、英語：Raya Airways）は、旧名トランスマイル・エア・サービスとして設立されたマレーシアの貨物航空会社。
1993年に設立されて以来、半島マレーシアと東マレーシア間の貨物輸送や貨物機のチャーターサービスなどを展開している。1996年には同国の運輸省より「ナショナル・カーゴ・キャリア」に指定された。

## 就航地
2019年現在の路線
- マレーシア
  - スルタン・アブドゥル・アジズ・シャー空港
  - クアラルンプール国際空港
  - コタキナバル国際空港
  - クチン国際空港
  - ラブアン空港
- シンガポール
  - シンガポール・チャンギ国際空港
- タイ
  - スワンナプーム国際空港
- ベトナム
  - ノイバイ国際空港（ハノイ）
  - タンソンニャット国際空港（ホーチミン）
- インドネシア
  - スカルノ・ハッタ国際空港
- 香港
  - 香港国際空港

休廃止路線
- ミリ
- ペナン

## 保有機材

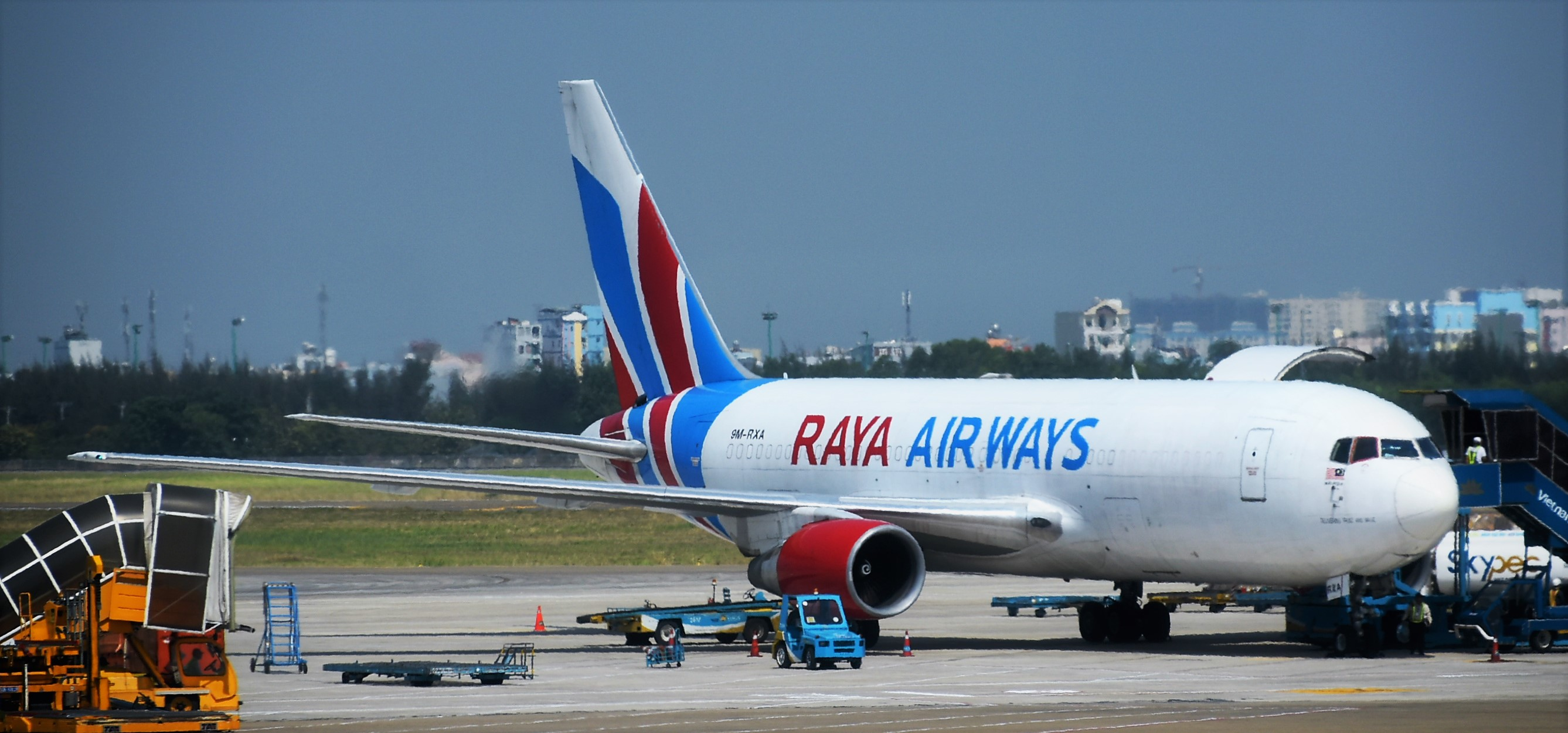
ボーイング767-200F

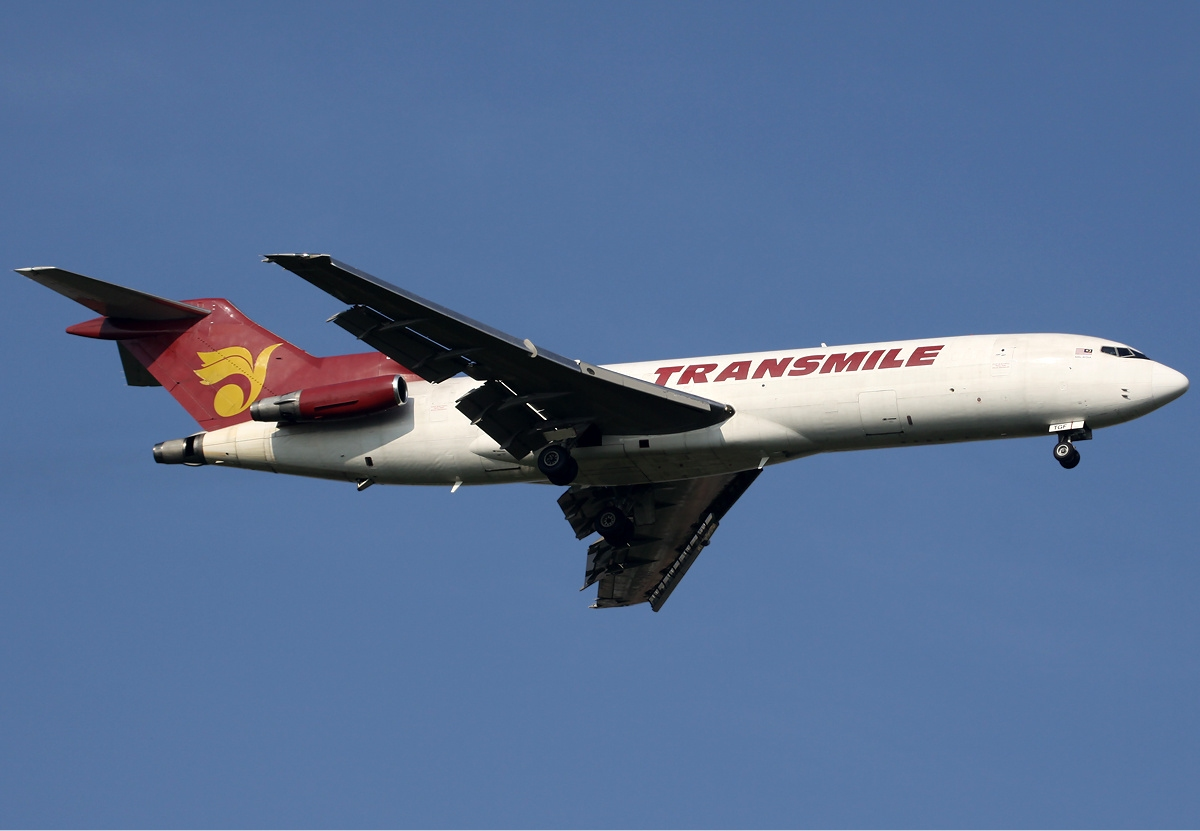
ボーイング727-200F（トランスマイル・エア時代）

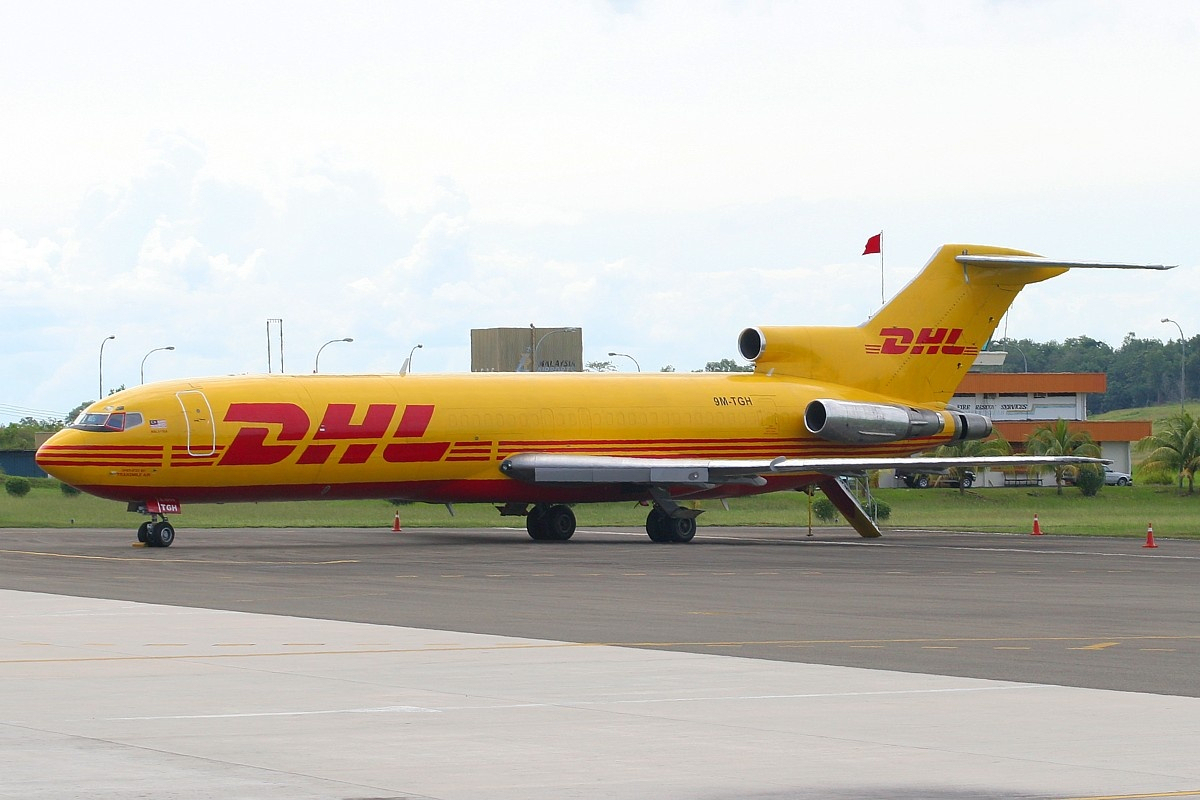
ボーイング727-200F（DHL塗装）

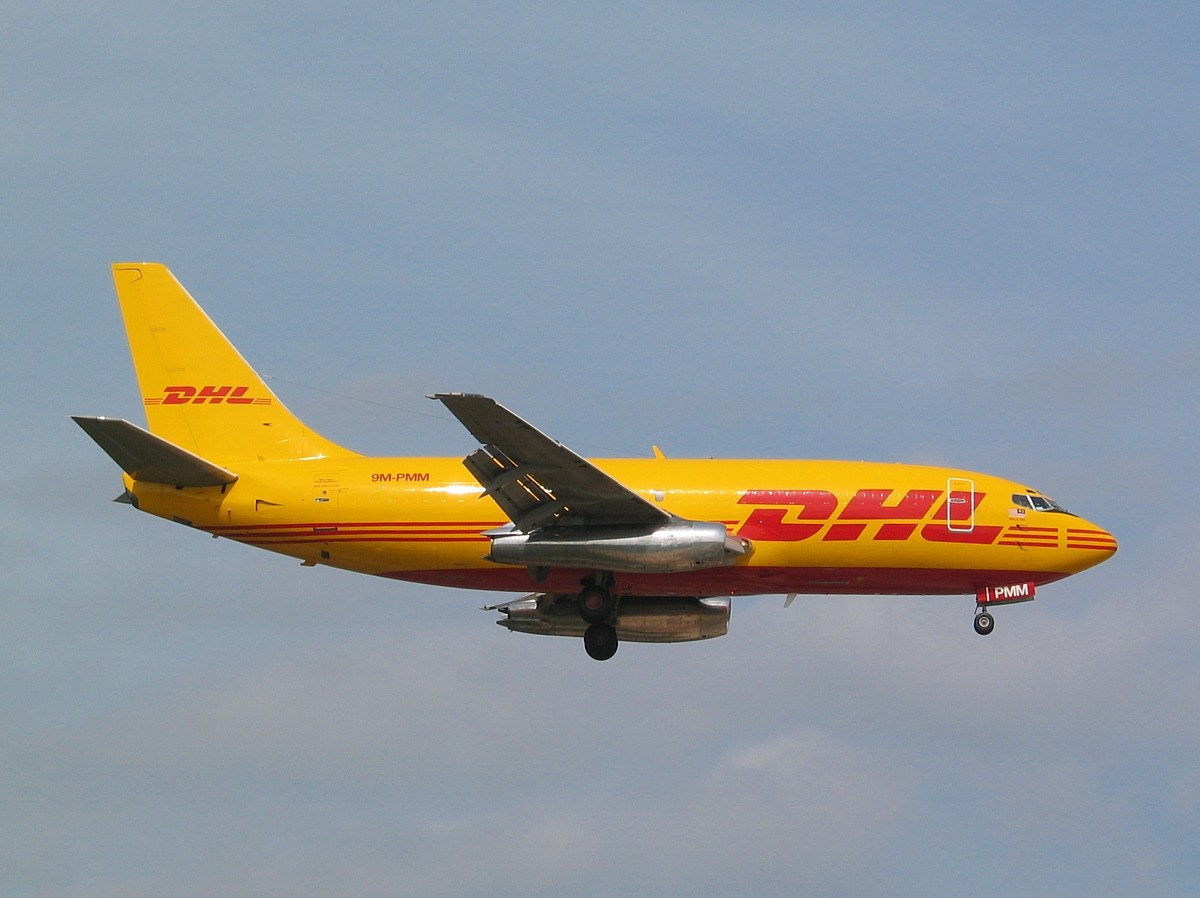
ボーイング737-200F（DHL塗装）

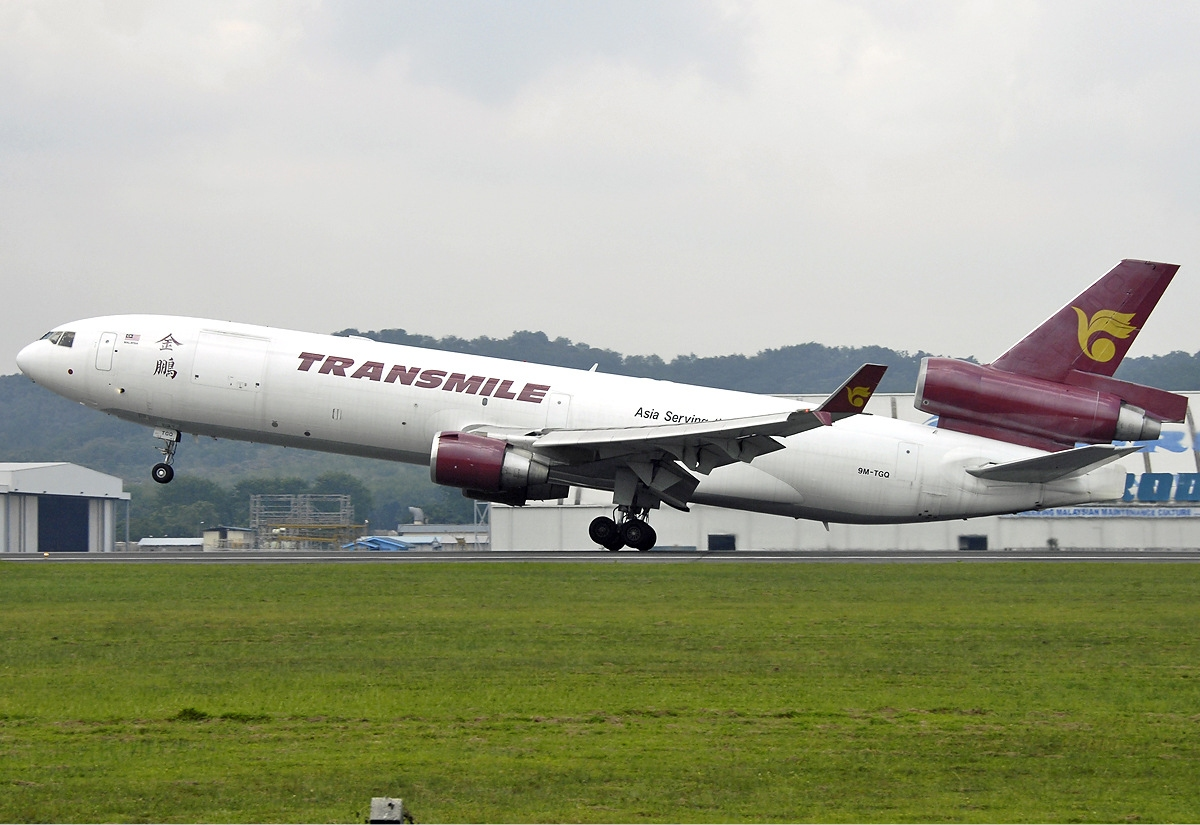
MD-11F（トランスマイル・エア時代）

2025年現在ラヤ航空では、以下の機材を保有している。
運航中
- B767-200BDSF（9M-RXA、9M-RXB、9M-RXC、9M-RXD）
- A321-200P2F（9M-BZA、9M-BZB、9M-BZC）

退役済
- MD-11F
- B727-200F
- B737-400BDSF（9M-RZA）（リース会社へ返却）
- B757-200PF（9M-RYA）（登録抹消）